# محمود سديف
محمود سديف (22 مايو 1986) لاعب كرة قدم بحريني يلعب حاليا لصالح نادي الدرجة الأولى سترة البحريني في مركز حارس المرمى من 2004.